# Жандарм на прогулке
«Жанда́рм на прогу́лке» (также «Жандарм на отдыхе», «Жандарм на покое», фр. Le Gendarme en Balade) — французская кинокомедия с Луи де Фюнесом в главной роли. Четвёртый из шести фильмов о приключениях жандармов из Сен-Тропе.

## Сюжет
Начальство решает заменить Людовика Крюшо и его коллег новым составом. Пополнение молодых, рослых жандармов прибывает в Сен-Тропе, а их предшественников отправляют на пенсию. Для Крюшо размеренная жизнь невыносима, хотя супруга отставного жандарма Жозефа изо всех сил пытается его развлечь. Единственное место, где Людовик может отдохнуть душой, — это созданный им домашний музей жандармерии Сен-Тропе. Его друзьям тоже не легче. Они иногда навещают друг друга и вспоминают былые дни. Но однажды мирное течение времени прерывается тревожной новостью: их друг Фугас в результате несчастного случая теряет память и помещается в специальный пансионат. Коллеги направляются к нему, чтобы помочь ему вернуть память. Но это им никак не удаётся. Тогда они решают выкрасть Фугаса и отправиться по местам их службы в надежде, что это напомнит ему о его прошлом (впоследствии, однако, выясняется, что Фугас просто притворялся, чтобы иметь возможность жить на полном довольствии в пансионате).
В дороге они переодеваются в форму и наводят порядок там, где это требуется, при этом пытаясь не попасться на глаза новичкам, которые, по-видимому, не так уж хорошо справляются со своими обязанностями. Однако, согласно уставу, жандармы в отставке не имеют права надевать форму.
Наконец друзья оказываются в монастыре у своей знакомой монахини, а ныне настоятельницы, которая, принимая их за действующих жандармов, просит о помощи: из монастыря пропали несколько подростков, и их никак не могут найти. Жандармам удаётся выяснить, что дети нашли боевую ракету и хотят запустить её, соорудив для этой цели специальное устройство. Крюшо и его коллегам удаётся обезвредить ракету, попавшую на званый обед, на котором присутствовали все известные люди города. За это их осыпают почестями и возвращают на службу.

## В ролях
| Актёр              | Роль                                      |
| ------------------ | ----------------------------------------- |
| Луи де Фюнес       | старший вахмистр Людовик Моревон Крюшо    |
| Мишель Галабрю     | аджюдан (старшина) Жером (Альфонс) Жербер |
| Клод Жансак        | Жозефа , жена Крюшо                       |
| Жан Лефевр         | жандарм Люсьен Фугас                      |
| Кристиан Марен     | жандарм Альбер Мерло                      |
| Ги Гроссо          | жандарм Гастон Трикар                     |
| Мишель Модо        | жандарм Жюль Берлико                      |
| Франс Рюмийи       | настоятельница Клотильда                  |
| Николь Вервиль     | мадам Сесиль Жербер                       |
| Ив Венсан          | полковник                                 |
| Поль Пребуа        | конюх                                     |
| Поль Мерсе         | кюре                                      |
| Доминик Зарди      | браконьер                                 |
| Христор Георгиадис | Джеймс                                    |